# Kostel Santa Maria in Monserrato degli Spagnoli
Santa Maria in Monserrato degli Spagnoli (česky chrám Panny Marie Montserratské Španělů) je španělský národní kostel v Římě, stojící ve čtvrti Regola, v ulici Via Giulia 151. Je zasvěcen jedné z hlavních španělských patronek, černé madoně montserratské z katalánského kláštera na hoře Montserrat. Kostel náleží k farnosti San Lorenzo in Damaso. Kostel je od roku 2003 titulárním.

## Historie a architektura
První kostel na tomto místě navrhl roku 1518 architekt Antonio da Sangallo mladší v renesančním slohu; byl první chrámovou stavbou s pravoúhlým chórem. Byl určen pro poutníky z Aragonska a Katalánska, pobývající v Římě. Kostel byl vysvěcen roku 1550. 
Stavba pokračovala v barokním slohu, pod vedením  Bernardina Valpergy. Hlavní průčelí v letech 1582–1593 navrhl Francesco da Volterra, na vstupní portál byla vložena plastika hory Montserrat s klečící madonou.
Kostel je trojlodní bazilika s valenou klenbou a šesti postranními kaplemi (tři vpravo a tři vlevo), každá z kaplí je ze tří stran uzavřená a sklenuta kupolí. Hlavní oltář byl vysvěcen roku 1594, a střecha dokončena roku 1598. Dostavba chóru s apsidou skončila roku 1675, kdy byl také vysvěcen současný hlavní oltář. Sochy  Panny Marie s Ježíškem a horou Montserrat na hlavním portálu vytvořil Giovanni Battista Contini v letech 1673–1675. 
V letech 1803–1807 a později bylo do kostela přeneseno zařízení dvou jiných římských chrámů zdejších Španělů: kostela San Giacomo degli Spagnoli na Piazza Navona, který byl tehdy v dezolátním stavu a Santa Maria in Monferrato, který od středověku sloužil pro chudé španělské poutníky. Kompletní renovace proběhla v letech 1818–1822.

## Interiér
Hlavní kaple je zdobena freskou Korunovace Panny (1627) od Ricciho. Ve výklencích nade dveřmi jsou neoklasicistní sochy dvou aragonských světců (1816), sv. Izabely Portugalské a sv. Petra Arbuése od sochaře Juana Adàna.
- První kaple napravo je zasvěcena sv. Filipovi a sv. Mikuláši, z roku 1590: oltářní obraz sv. Diego z Alcantary od Carracciho. Napravo na stěně je novorenesanční mausoleum (1889) papežů Kalixta III. a Alexandra VI. od Felipa Moratilly. Nad nimi je nyní prázdný kenotaf španělského krále Alfonsa XIII. († 1941), jehož ostatky byly vyzvednuty roku 1980 a převezeny do královské hrobky v Escorialu.
- Druhá kaple napravo; Francesco Nappi: uprostřed oltářní obraz Zvěstování, po stranáchfresky Narození Panny Marie a Smrt a Nanebevzetí Panny Marie(1683. Náhrobky španělských velvyslanců v Římě kryjí kryptu pod kaplí.
- Třetí kaple napravo: obložena mramorem, oltářní obraz španělské poutní Panny Marie Pilar (na sloupu) mezi sv. Jakubem a Vincencem Ferrerským, namaloval Francisco Preciado de la Vega († 1789)
- Hlavní oltář v apsidě: obraz Ukřižování (1564–1565) namaloval Girolamo Siciolante da Sermoneta, závěr kostela byl dostavěn až v 19. století.
- Třetí kaple nalevo: na oltáři socha apoštola sv. Jakuba Většího (patrona Španělska), kolem roku 1517 ji vytesal Jacopo Sansovino pro kapli kardinála Juame Serry ve španělském Santiagu de Compostella, odkud byla přenesena roku 1882. V blízkosti jsou dva figurální náhrobky biskupů Alfonsa de Paradinas a Juana de Fuensalidy (1503) od Andrey Bregna.
- Druhá kaple nalevo: zasvěcena titulární patronce chrámu, Panně Marii Montserratské, na oltáři je kopie této sochy trůnící černé madony s Ježíškem.
- První kaple nalevo: zasvěcena sv.Eulálii z Barcelony; na oltářirenesanční socha sv. Anny Samotřetí, autor Tommaso Boscoli (1544), vpravo kamenný tabernákl na svaté oleje, reliéfy vytesal Luigi Capponi.

## Kardinálský titul
V roce 2003 papež Jan Pavel II. prohlásil kostel za kardinálský titul.

### Seznam kardinálů – titulářů
- Carlos Amigo kardinál Vallejo OFM (21. 10. 2003 – 27. 4. 2022)
- José Cobo Cano (od 30. 9. 2023)

## Galerie

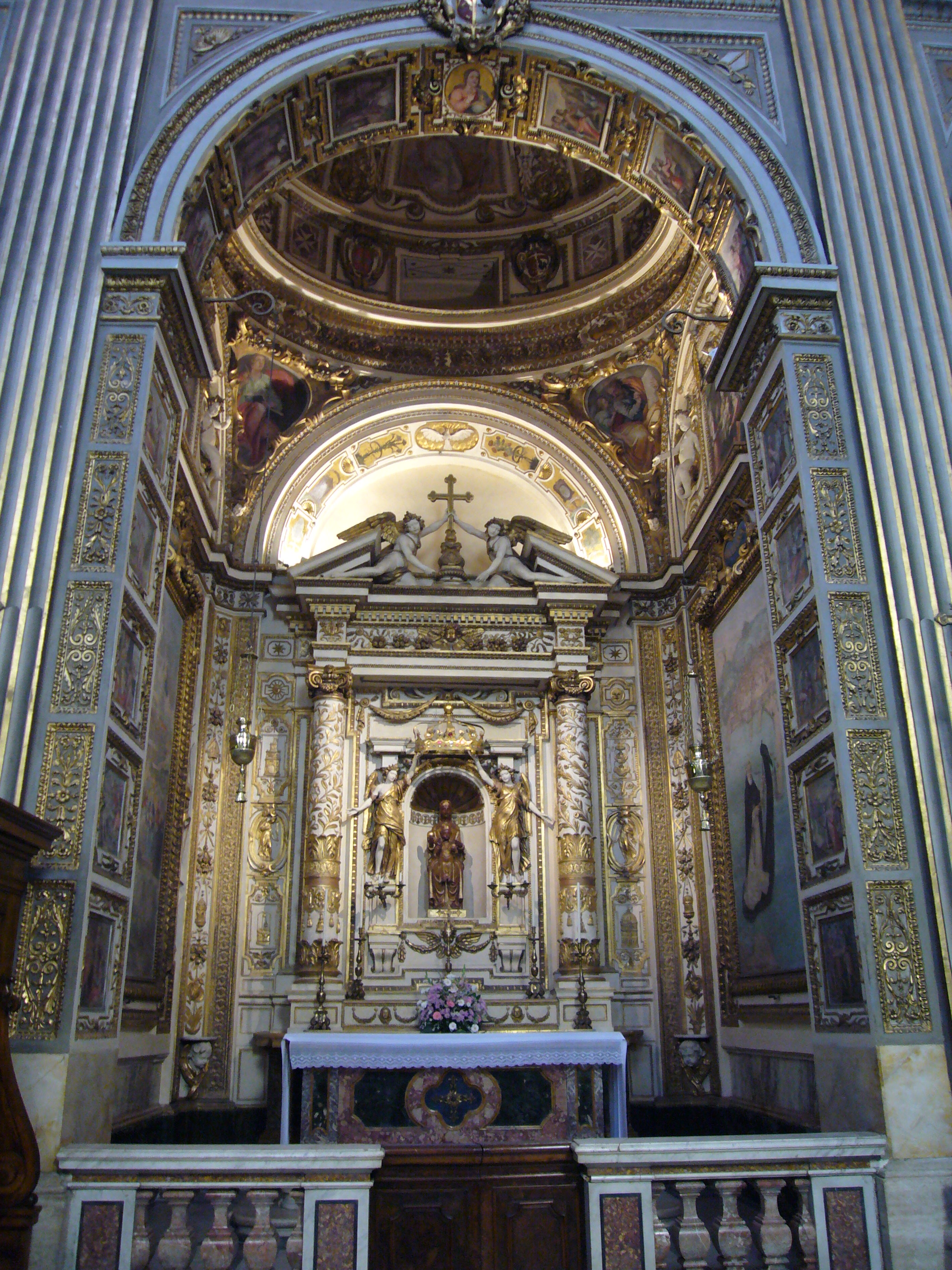
Kaple Panny Marie Monserratské se sochou černé madony
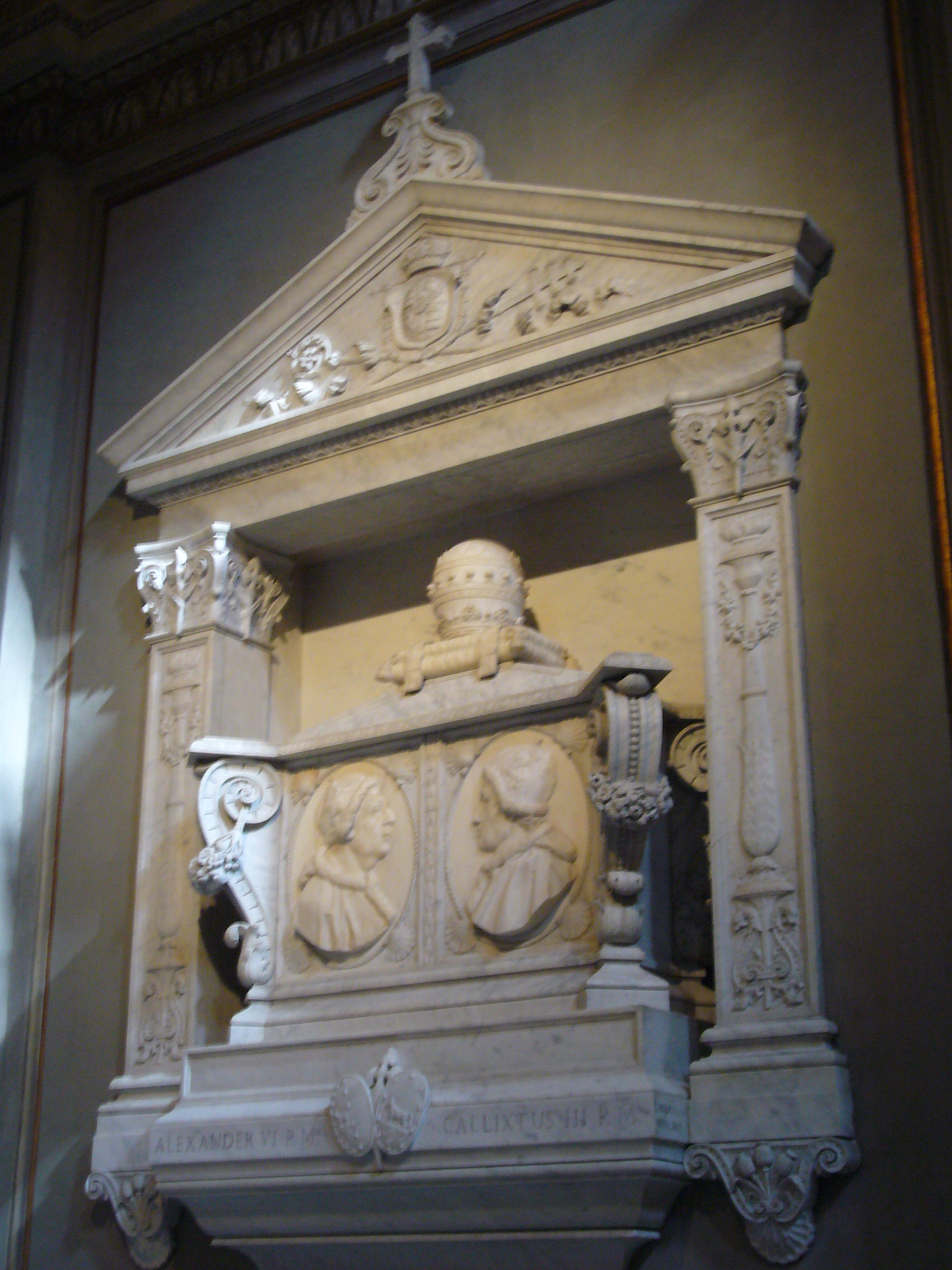
Náhrobky papežů z rodu Borgiů Kalixta III. a Alexandra VI. (1889)
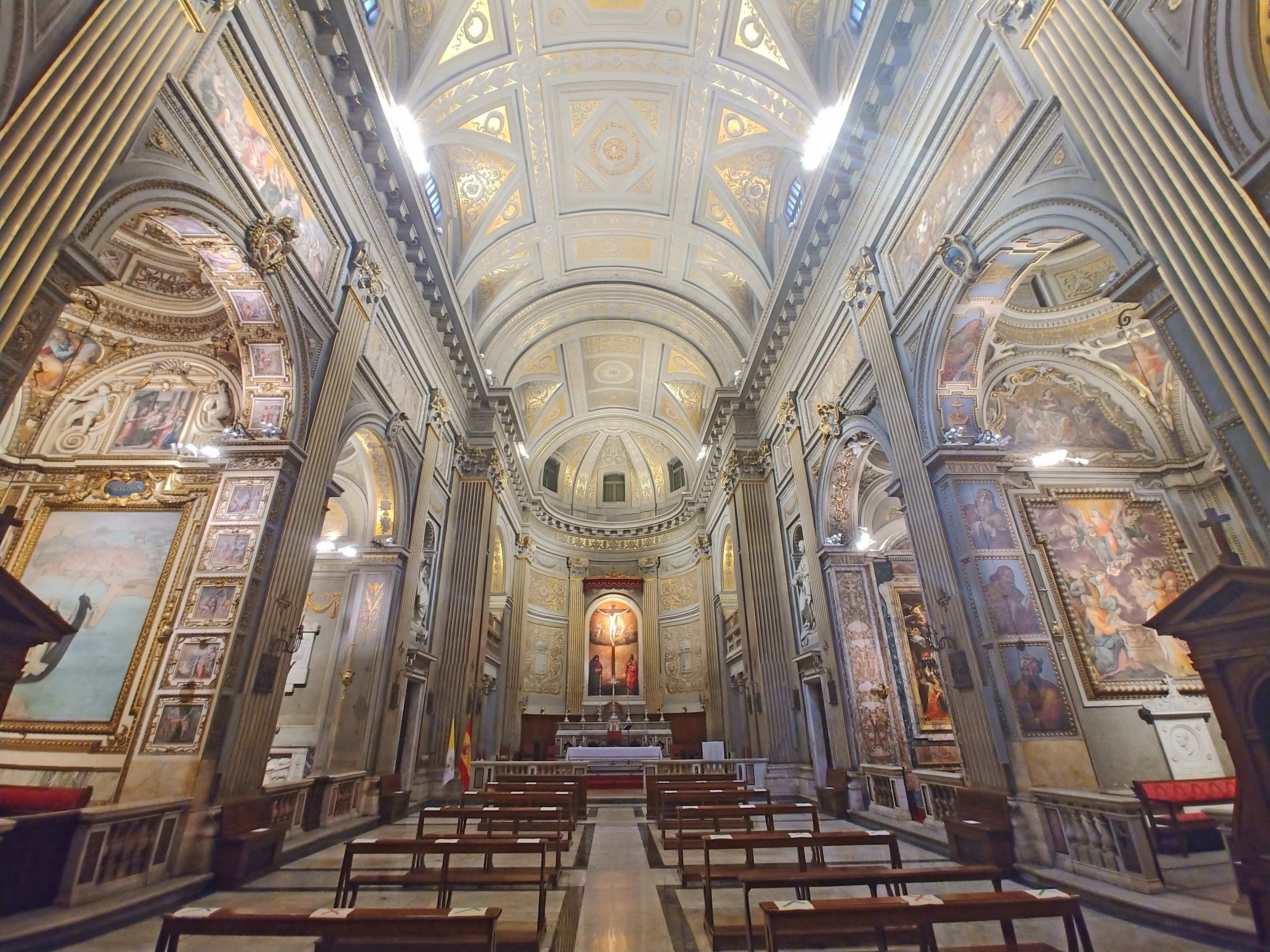
Loď směrem k hlavnímu oltáři
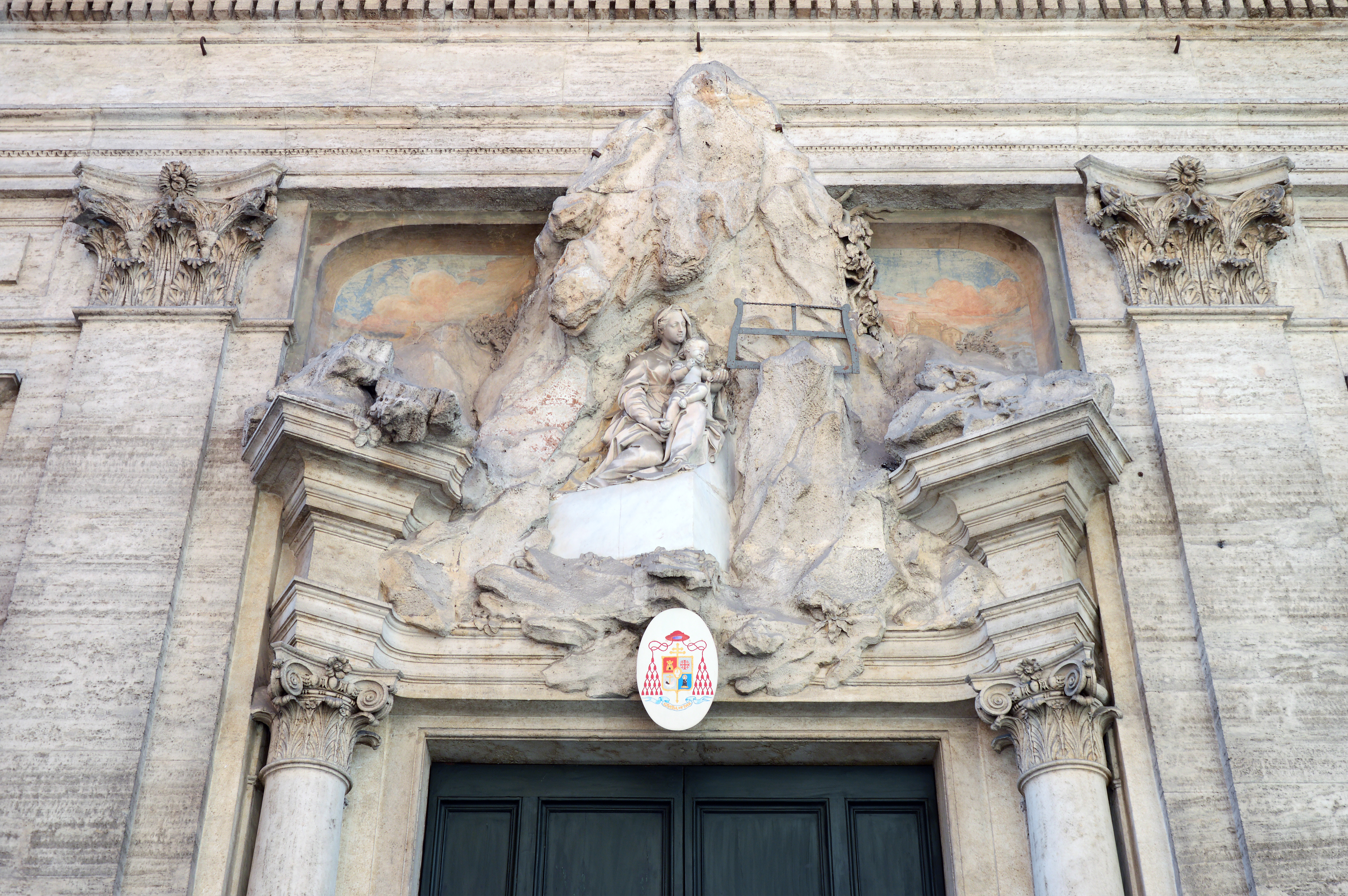
Socha P.Marie s horou Montserrat na portálu
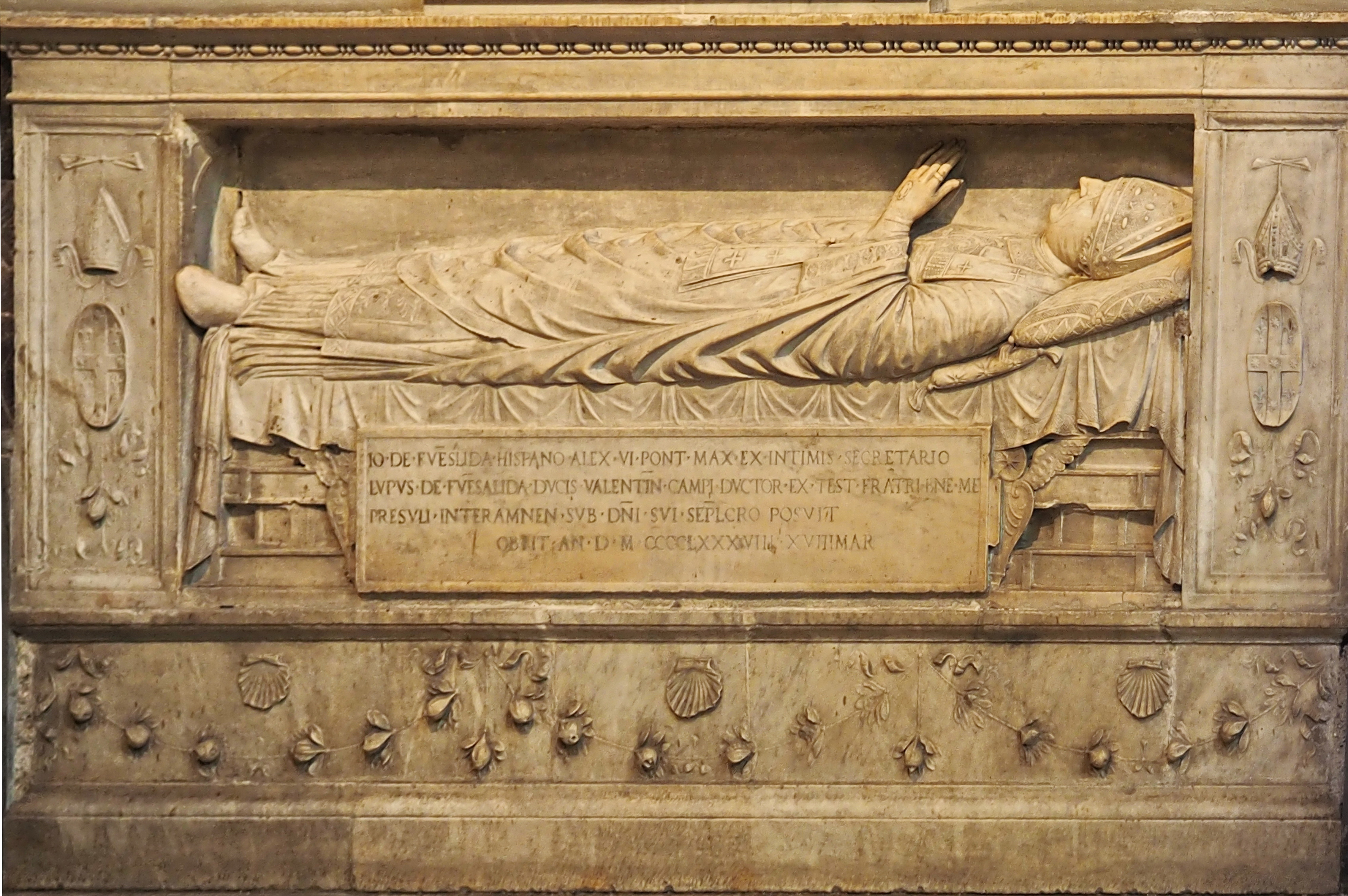
Náhrobek Juana de Fuensalida
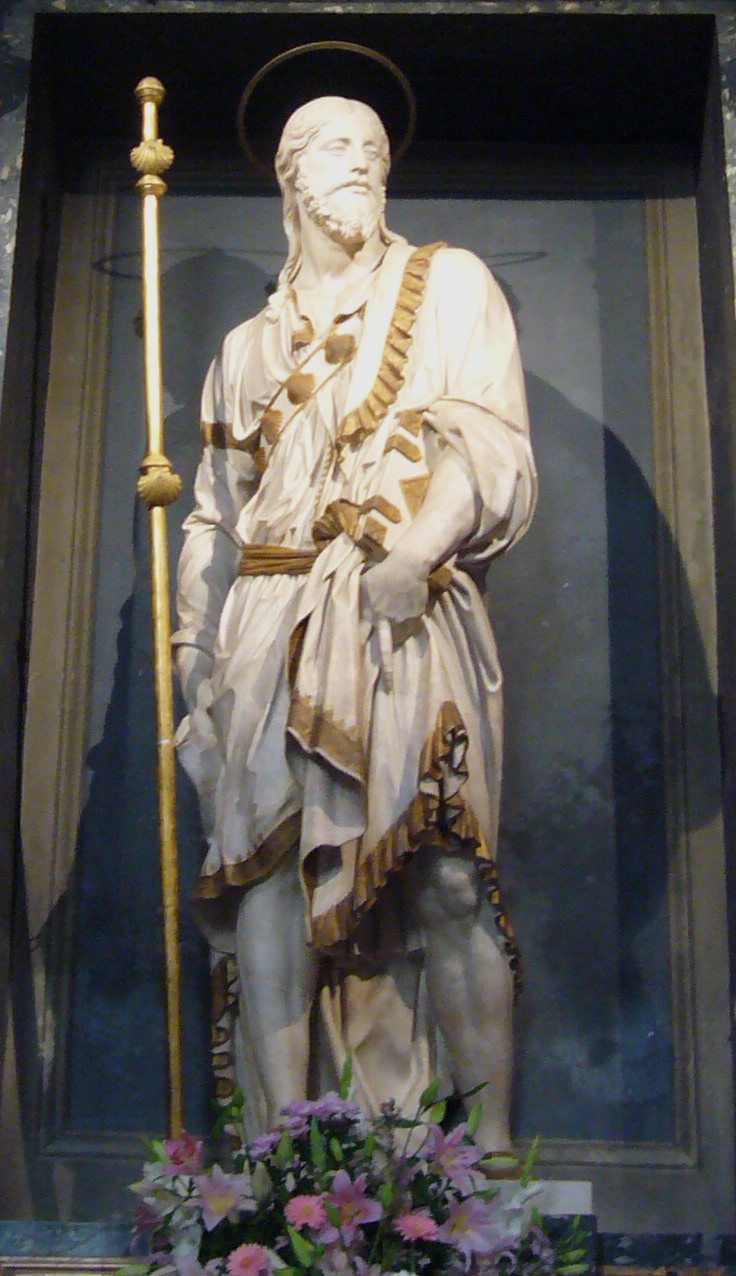
Sv.Jakub od Sansovina
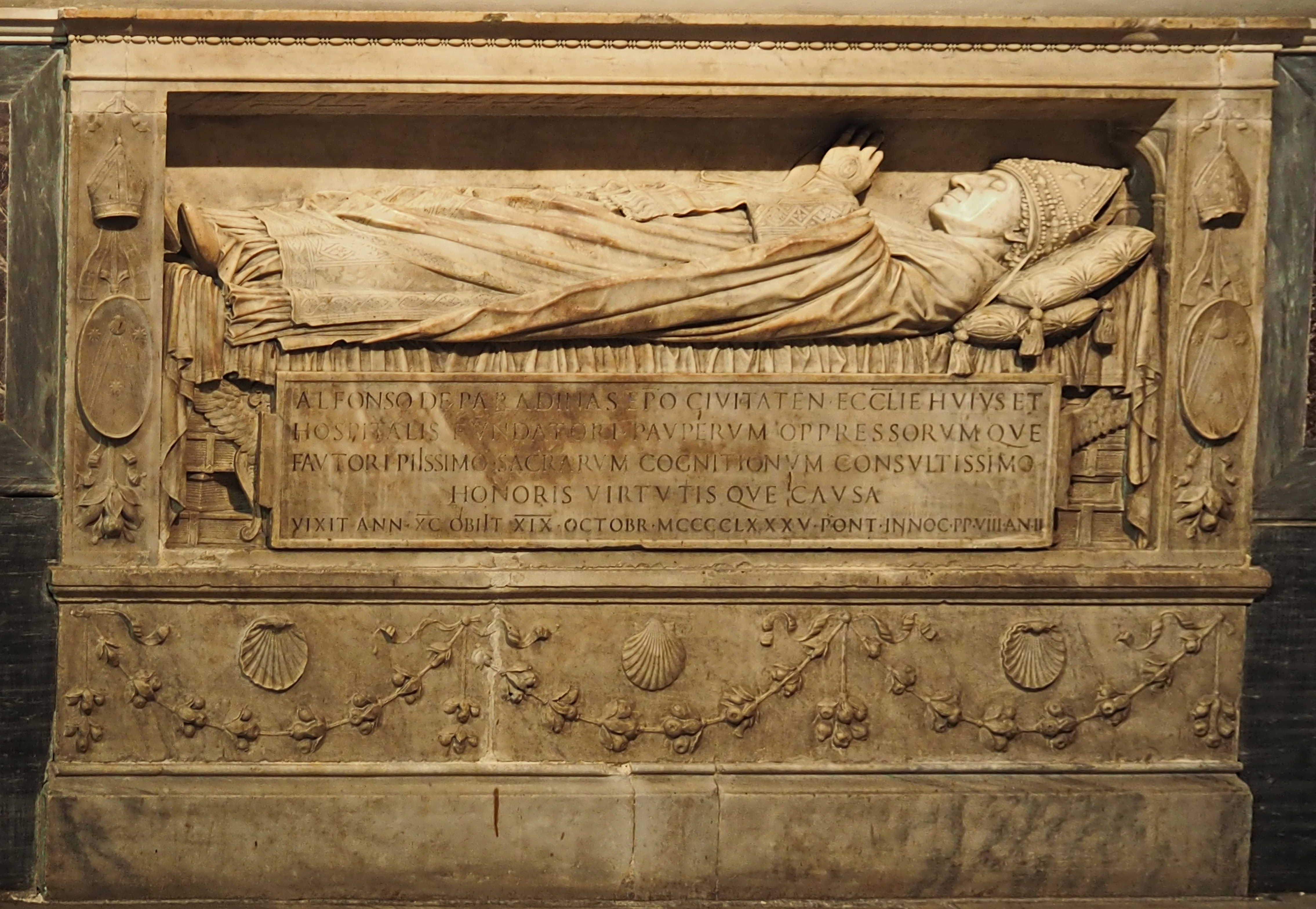
Náhrobek Alfonsa de Paradinas
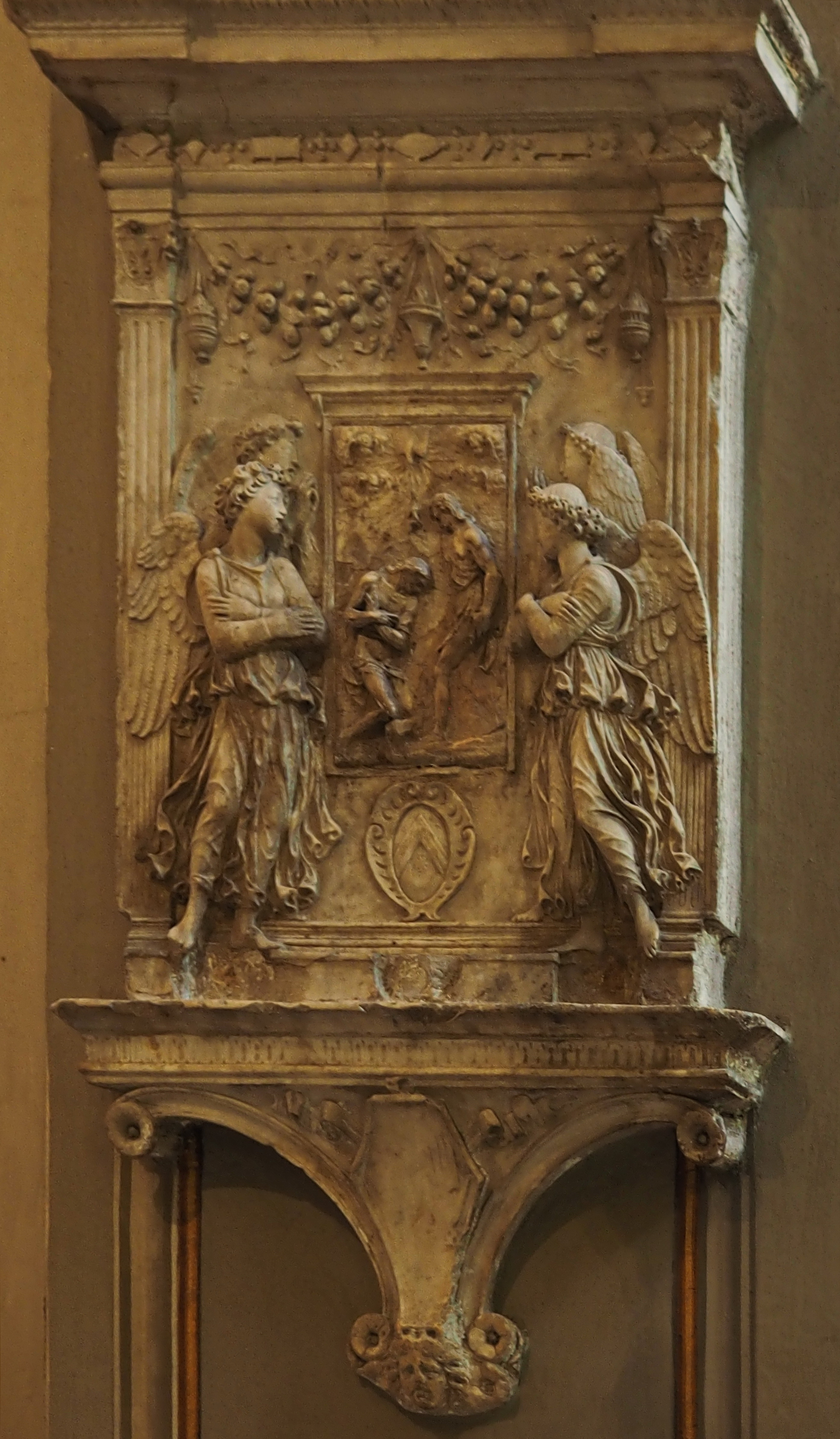
Tabernákl
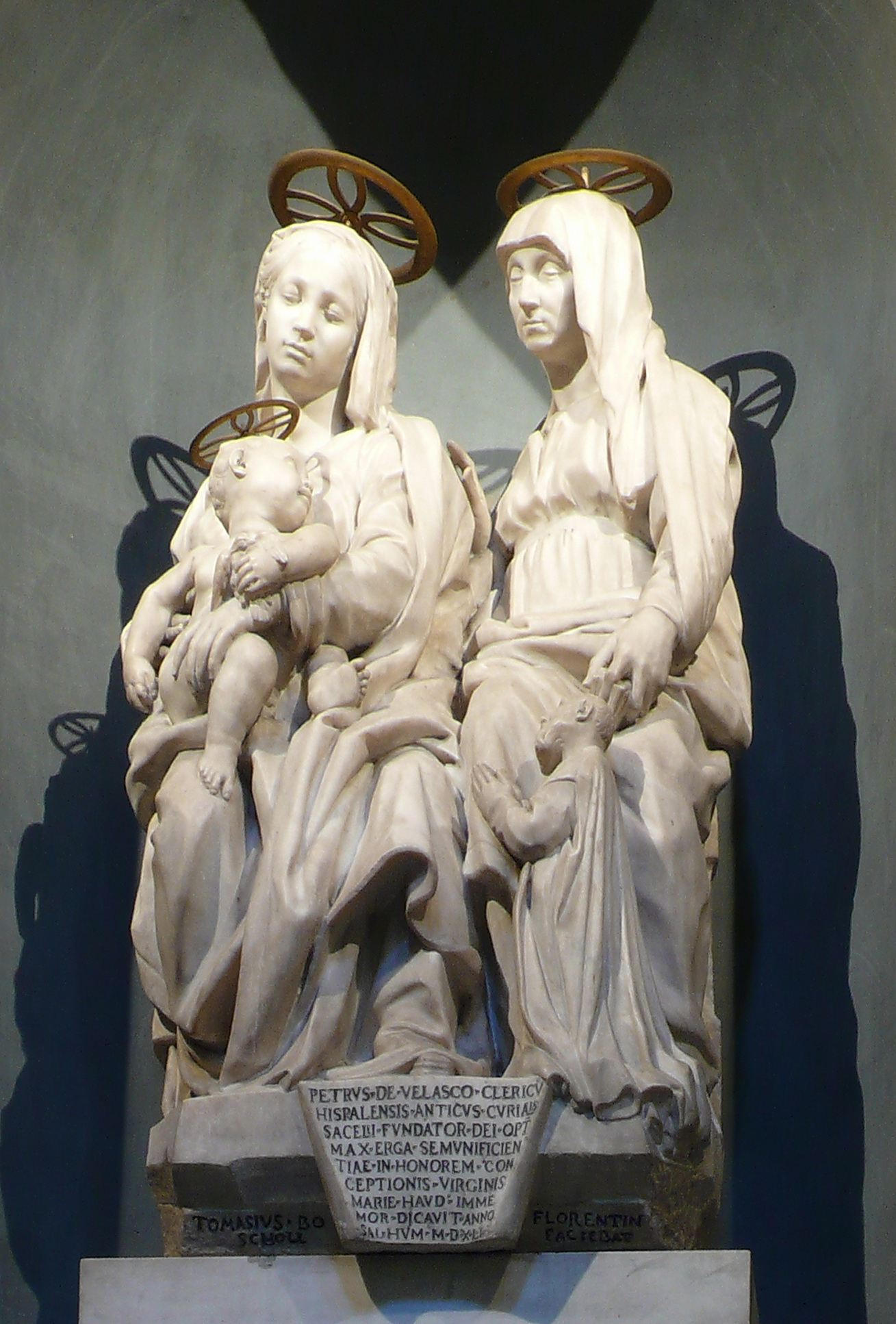
Sv. Anna Samatřetí
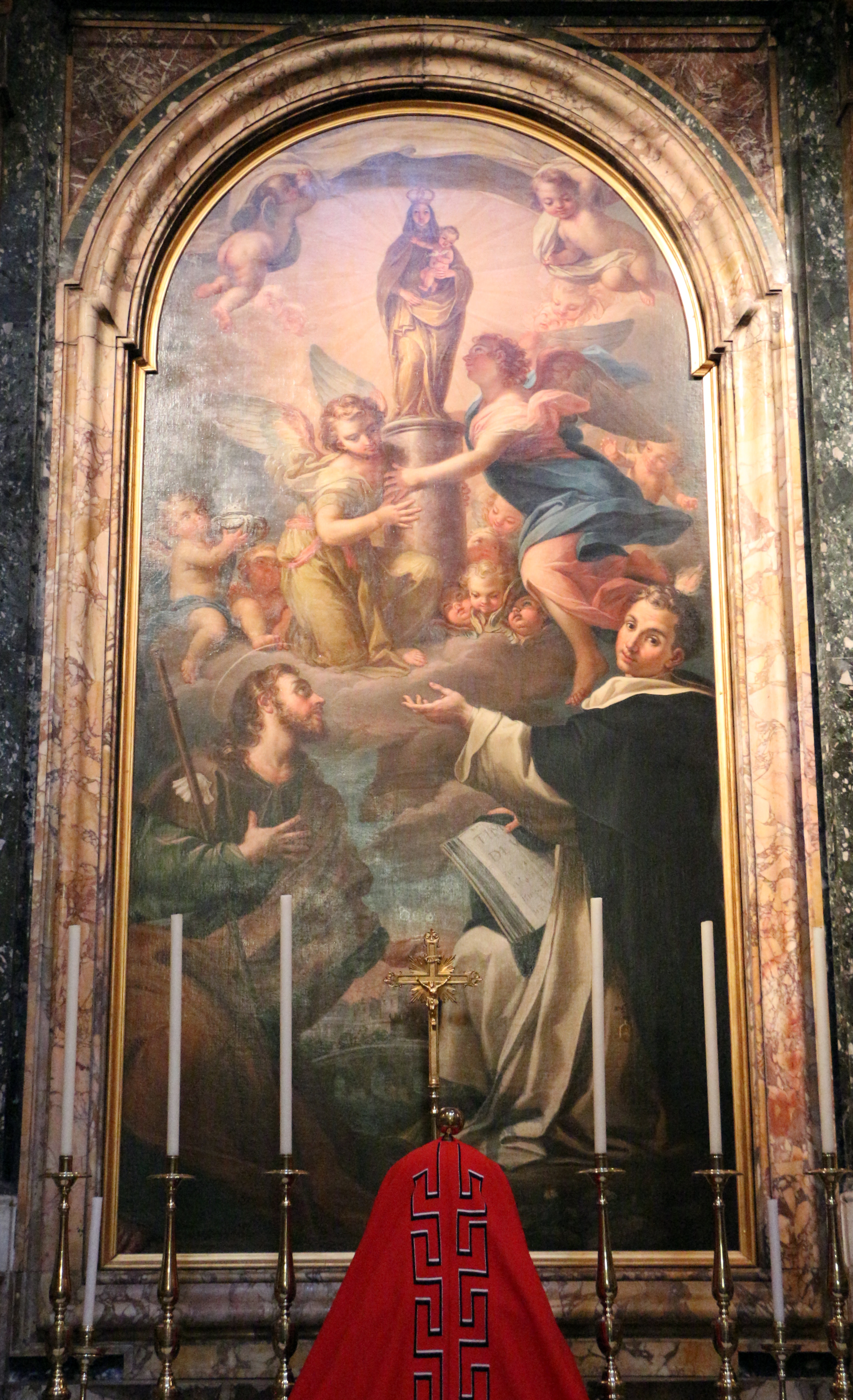
Madona del pilar (na sloupu)